# 裏投

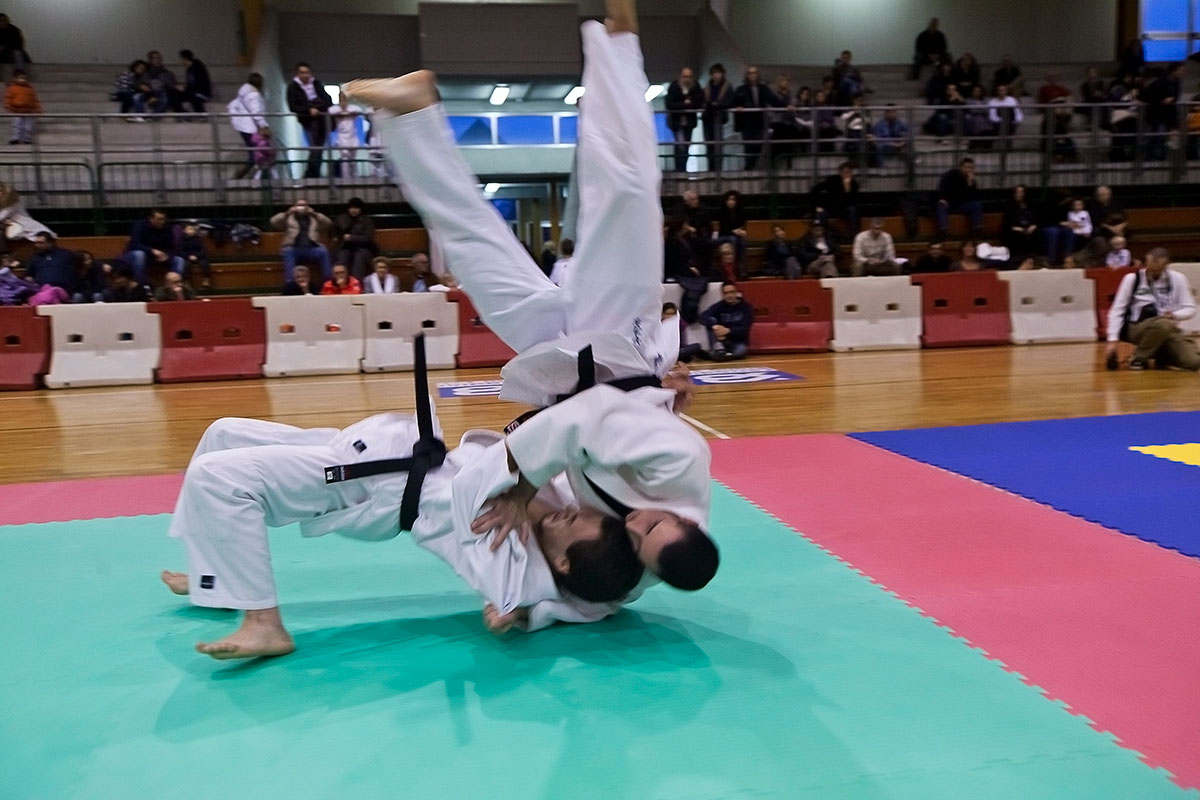
裏投

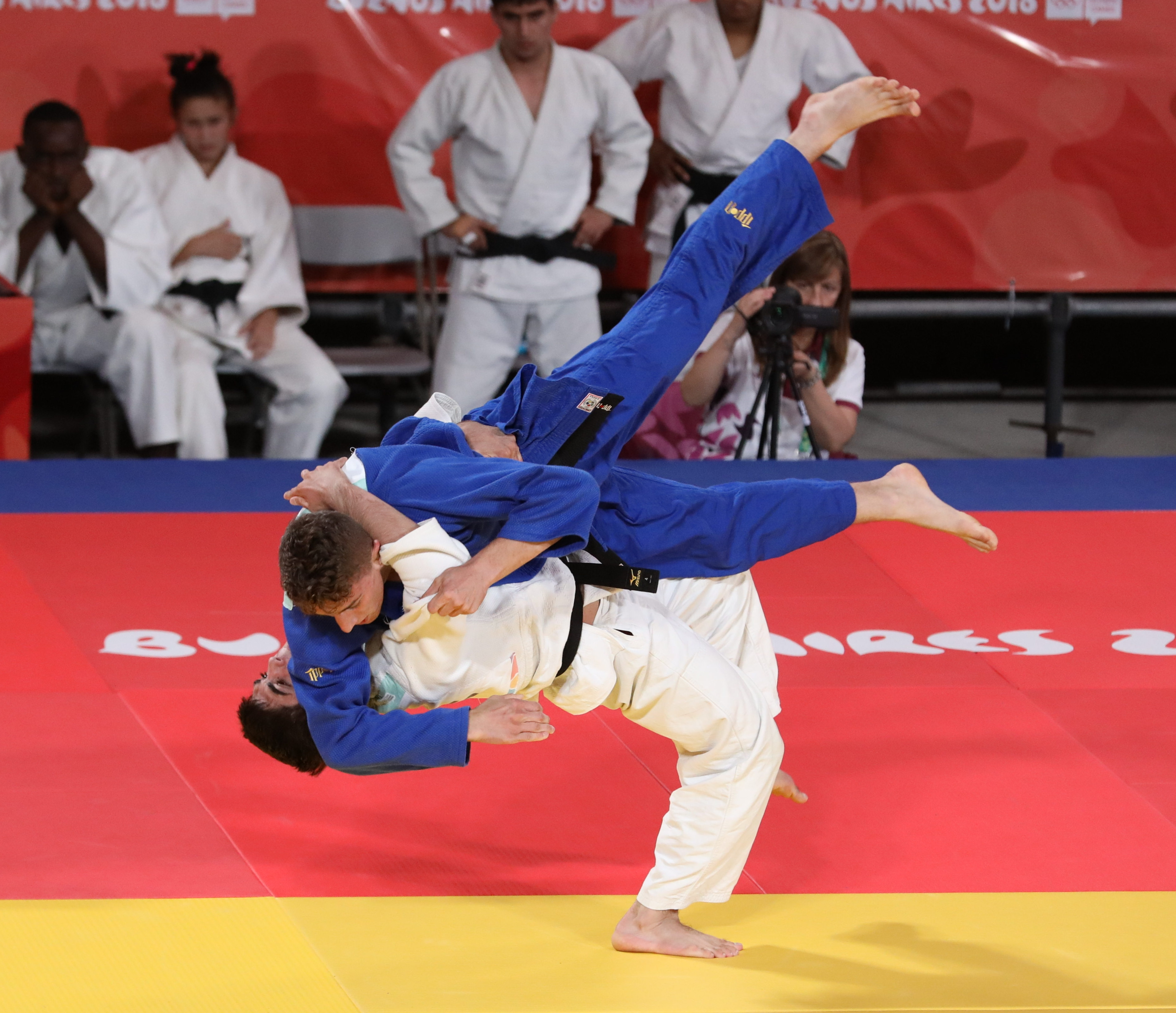
2018年ブエノスアイレスユースオリンピックでの白によるフロント・スープレックスの様な裏投。

裏投（うらなげ）は、柔道で用いられる投げ技の一種である。講道館や国際柔道連盟(IJF)での正式名。IJF略号UNA。

## 概要
柔道の投技の真捨身技5本の1つである。投げの形は投の形の真捨身技の2本目にある。
基本形は右組の場合は相手の右体側の後方へと回り込んで左手で相手の後ろ腰を抱えて右手を相手の右脇下から通して左前襟深くを持つ。この体勢から腰と膝のバネを生かして相手を持ち上げて自身も後方へと倒れこみつつ体を軽く捻って相手を自身の左後方へと投げる。柔道家の醍醐敏郎によると竹内三統流での横返（よこがえし）は裏投の基本形、引込返、移腰、横車に類似する手法があるとしている。
試合において、相手が安易に奥襟をとりに来た場合の組際や背負投、跳腰、内股、払腰など相手が前回りさばきで背を見せる技を仕掛けてきた際に使用されている。
相手の体重を、そのまま持ち上げる強い膂力と足腰が必要となるため、大柄な選手が得意技とする場合が多い。
ただし、持ち上げによる相手の無力化が不十分であると小内刈等を合わせられて逆にポイントを奪われる危険性もある。
掛け方にもよるが受ける側は十分な受身の取れないまま落ちる場合があり、頸椎や肩などを痛めやすい。このため日本では安全性に配慮して小学生の使用が禁止されている。
裏投の名手として斉藤仁、グリゴリー・ベリチェフ、ベカ・グビニアシビリ、ショータ・チョチョシビリ、飯塚高史らがいる。

## 変化
真捨身技分類されるように真後ろに倒れ込むのが基本であるが試合や乱取り練習では横捨身技のように体を捻りながら横向きへと倒れ込む場合もある。

### 後返
後返（うしろがえし）は受の体背面から抱き上げて左後方へ捻り投げる裏投。柔道家の醍醐敏郎によると竹内三統流での後返は裏投に類似する手法と外巻込に類似する手法があるとしている。

### 抱捨身
抱捨身（いだきすてみ）は両手で相手の横帯を取り、胸を合わせて体を捻りながら斜め後ろに反り投げる裏投。両横帯を持った反り投げである。

### 向返
向返（むこうがえし）は取が頭部を受の右腋の下の横腰につけるなどして両手で相手の両膝裏を取り、受を持ち上げたのち、取の後方に捨て身で反り投げ受の背中から落とす裏投。右手は受の左腰に当ててもよい。相撲の居反りの様な技。立ち姿勢のまま後方に投げる場合は肩車、押し倒せば双手刈、抱え上げた後に真前に落とせば掬投となる。

## 歴史
柔道家の佐村嘉一郎は裏投について著書で「明治時代に於いては竹内三統流の裏投と言えば各流派も一目置いたということであった。なぜ一目置いたかというと、一度相手の体に抱きついたが最後、決して離れないで投げられた」と語っている。柔道家の醍醐敏郎は竹内三統流でのすくい投げ（すくいなげ）の向返、横返の一部、後返の一部は裏投に類似する旨、述べている。柔道の裏投に何らかの影響があったのだろう、とも述べている。

## 他の競技への派生

### サンボ
ロシアの格闘技であるサンボにおいても使用されている。
膠着した際の崩し技としての利用やタックル（テイクダウン）からの連携など、裏投が有効な局面も多い。
これについてはサンボのルールは柔道と比較して胴衣をつかむ行為に関する制限が少ないことが要因として挙げられる。

### レスリング
レスリングには反り投げと呼ぶ技がある。

### プロレス
向かい合った相手の右脇に頭を潜り込ませて相手の左肩の上に右腕を引っ掛けて、相手の背中に左腕を回し、落下させた相手の体を抱え上げて自身の体を左方向へと軽く捻りながら相手の背中を抱えていた左腕を離して落下する相手に体を浴びせ掛けるように倒れ込み、相手の後頭部や背中を叩きつける。
1989年4月29日、新日本プロレスがプロレス界初の東京ドーム大会において、アントニオ猪木と異種格闘技戦で対戦した柔道家のショータ・チョチョシビリがチダオバ流裏投げ3連発で猪木からKO勝ちして初の異種格闘技戦で猪木から敗北を付けた。その後、裏投げの威力に目を付けた馳浩と飯塚高史がロシア遠征でサンボ修行を行った際に裏投げを体得して使用している。

#### 主な使用者
- 馳浩
- 飯塚高史
- 北尾光司
- 森嶋猛
- 神田裕之 - ヤスシ・トルネードの名称で使用。
- 棚橋弘至
- 丸山敦
- 大石真翔 - サンボ・スープレックスの名称で使用。
- ジェイ・ホワイト
- 内藤哲也
- 田中祐樹
- 岩本煌史
- 浅川紫悠
- 長谷川咲恵
- 大向美智子
- 水波綾
- 栗原あゆみ
- Sareee
- 乃蒼ヒカリ

#### 派生技
ブリザード・スープレックス / エクスプロイダー
裏投げのように片腕では相手の首根っこ辺りを抱えるが、もう片方の腕は相手の腿を抱え、スープレックスの要領で真後ろへ投げる技。いわば縦回転式の裏投げ。飯塚高史は「ブリザード・スープレックス」、秋山準は「エクスプロイダー」として使用し、他のレスラーが使用する際の名称は任意となっている。ブリザードは元々はクラッチを解かずにブリッジしてホールドする技（ブリザード・ホールド）であるが、投げっぱなしのブリザードも用いられるようになり、エクスプロイダーと同型になった。
ロック・ボトム
裏投げが相手の側面から抱え込むのに対し、正面から相手の首根っこと腰辺りを抱え込んでから上方に抱え上げて、前方に倒れ込みながら相手を背面からマットへ叩き落とす技。ザ・ロックが考案者で、この他にも平井伸和やブッカー・Tが使用。
デス・クローク
齋藤彰俊が得意とする技。別名は裏落とし。
裏投げの体勢で抱え上げた後、そのまま下方へ投げ捨てて背面からマットへ叩き付ける。エゼキエル・ジャクソンはブック・オブ・エゼキエルの名称で使用していて、旧名は日本語そのままでウラナゲであった。
リストクラッチ裏投げ
正面から相手の左腕を捕らえ、そのまま右脇下に自らの頭部を差し込んで組み付き、後方へ反り投げることで相手を後頭部からマットに突き刺すリフトクラッチ式の変形裏投げ。Sareeeが大一番でのフィニッシャーとして使用している。